# Husavik (Lied)
Husavik, auch Húsavík und Husavik (My Hometown), ist ein von Will Ferrell und My Marianne vorgetragener Song aus dem Film Eurovision Song Contest: The Story of Fire Saga (2020). Er wurde von Fat Max Gsus, Rickard Göransson und Savan Kotecha geschrieben.

## Hintergrund
Der Song wird im Film das erste Mal von Sigrit (Rachel McAdams) vorgetragen, als sie ihn am Klavier in ihrem Hotelzimmer schreibt. Lars (Will Ferrell) hört dies und nimmt fälschlicherweise an, Sigrit würde ihn als Liebeslied an Alexander (Dan Stevens) richten, obwohl Sigrit das Lied für ihn schrieb.
Die zweite Version wird am Schluss von Lars und Sigrit beim Finale des Eurovision Song Contests gemeinsam statt ihres offiziellen Titels Double Trouble vorgetragen. Da es sich nicht um ihren offiziellen Titel handelt, werden sie disqualifiziert.
Husavik ist auf Englisch und Isländisch verfasst. Während Will Ferrell seinen Anteil selbst vorträgt, übernimmt den Gesang im Original Molly Sandén (My Marianne), die am Junior Eurovision Song Contest 2006 und diversen Ausgaben des Melodifestivalen teilgenommen hatte. Das Lied ist als Ode an Húsavík, ihre Heimat im Film, zu verstehen.
Der Song erschien auf dem offiziellen Soundtrack Eurovision Song Contest: The Story of Fire Saga (Music from the Netflix Film).

## Musikvideo
Molly Sanden veröffentlichte im August 2020 eine akustische Version des Titels. Das Video wurde in Öland aufgenommen und statt Will Ferrell sitzt Pontus Persson am Keyboard. Bereits vorher erschien eine Version auf Instagram mit David Karl Larson von The Royal Concept.

## Auszeichnungen
Husavik wurde für die Oscarverleihung 2021 als Bester Song nominiert. Dies führte zu einer Kampagne in der echten Stadt Húsavík, die einen Werbeclip auf YouTube veröffentlichte, in dem es selbstironisch heißt, man hätte gerne einen weiteren Oscar, bisher würde dort nur Oskar Oskarsson leben. Husavik verlor gegen Fight for You von H.E.R. aus Judas and the Black Messiah.
Das Lied wurde außerdem für die Critics’ Choice Movie Awards 2021 nominiert, verlor aber gegen Speak Now von Taylor Swift aus One Night in Miami.